# Tuamotu
L'arxipèlag de les Tuamotu (en tahitià, Tūāmotu mā) és el conjunt d'atols més gran del món. Situat a l'est de les Illes de la Societat, és una divisió administrativa de la Polinèsia francesa, juntament amb les Illes Gambier.
El nom Tuamotu coincideix amb el significat del neologisme d'origen grec Polinèsia, és a dir, 'moltes illes'. Antigament era Pakamotu, que vol dir 'núvol d'illes'. Els tahitians van canviar el nom a Paumotu, 'illes sotmeses', nom que es manté com a gentilici: paumotu. Per als europeus era l'arxipèlag Perillós, pels esculls i el gran nombre de vaixells que han embarrancat als atols poc visibles a la navegació.

## Història

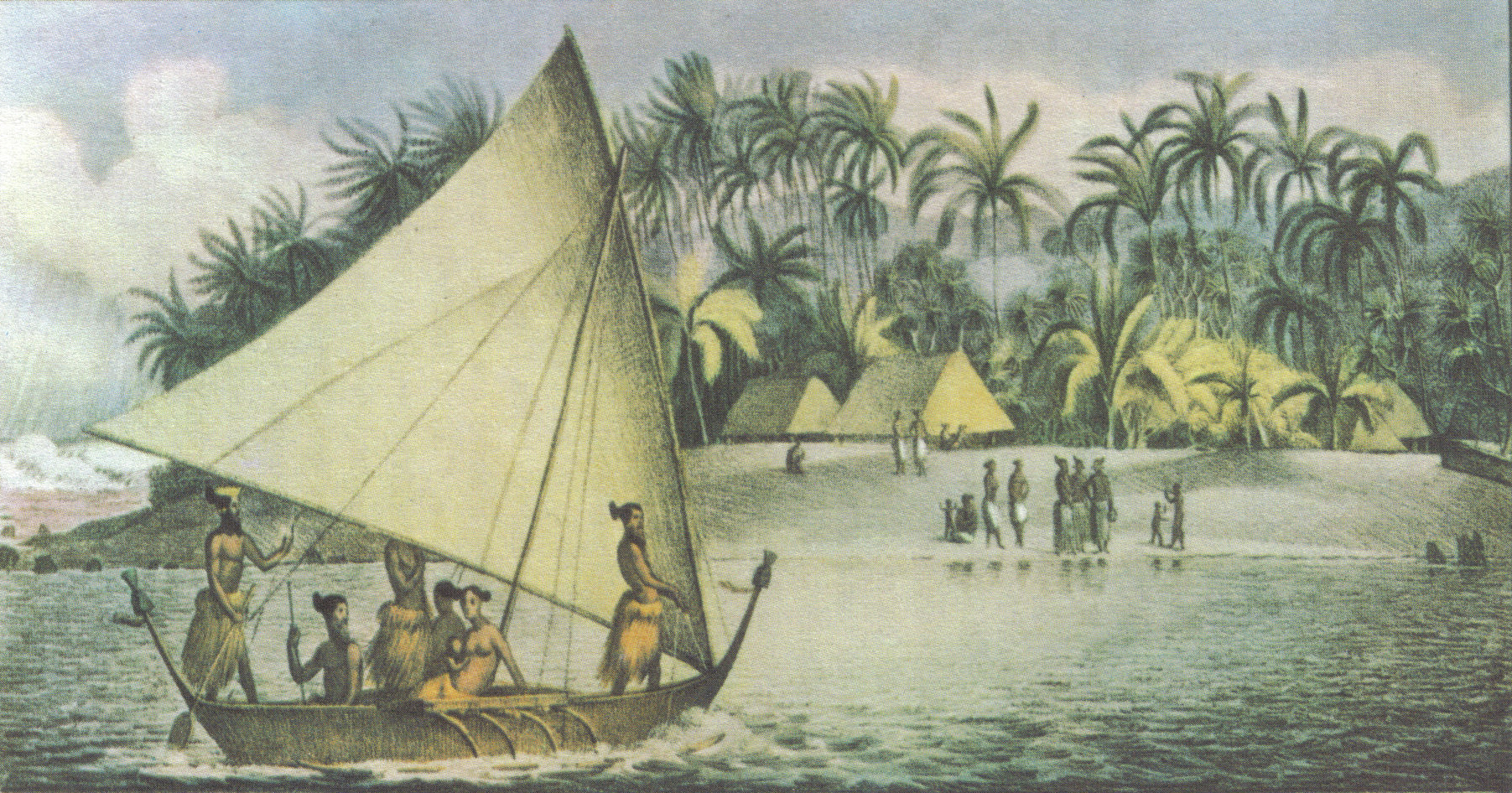
Dibuix de Tikehau fet en l'expedició d'Otto von Kotzebue, 1816

Segons les restes arqueològiques, es dedueix que les illes occidentals de les Tuamotu van ser ocupades entre el 900 i 1200 aC des de les Illes de la Societat. Mentre que les proves d'ADN suggereixen que es els primers pobladors es van establir cap al 1110 dC.
Al segle xvii es van produir els primers contactes amb els exploradors europeus, però els últims atols no van ser descoberts fins al segle xix. Els exploradors europeus de les Tuamotu són:
- Fernando de Magallanes: durant el seu viatge de circumnavegació va trobar, el 1521, l'illa de San Pablo (Puka Puka).[4]
- Pedro Fernández de Quirós: el 1606 va creuar l'arxipèlag i trobà una dotzena d'illes, entre elles La Conversión de San Pablo (Hao)[5] i La Sagitaria (Rekareka). Les seves descripcions van animar altres exploradors a resseguir el camí de les anomenades Illes de Quirós.[6]
- Els neerlandesos Willem Schouten i Jacob Le Maire, el 1616, i després Jacob Roggeveen, el 1722 van trobar diverses illes al nord de l'arxipèlag, que van anomenar El Laberint.[7]
- Els anglesos John Byron, Samuel Wallis i James Cook van anomenar l'arxipèlag les Illes Baixes, per la gran quantitat d'atols.
- El francès Louis Antoine de Bougainville el va anomenar l'arxipèlag Perillós.
- Els espanyols Domingo Boenechea i José de Andía, en les expedicions del Perú a l'illa d'Amat (Tahití).
- Els alemanys Otto von Kotzebue i Fabian Bellinghausen, en expedicions russes, descobreixen les últimes illes al segle xix.

Aquestes expedicions no van establir cap colònia ni van tenir conseqüències polítiques. L'arxipèlag estava sota l'àrea d'influència de la dinastia Pomare de Tahití. Amb l'abdicació del rei Pomare V, les illes van ser annexionades com a territori d'ultramar de França.
Els atols allunyats de Moruroa i Fangataufa s'han utilitzat per a fer proves d'armament nuclear des de 1966 fins a 1996.

## Geografia humana
L'escassetat de recursos naturals, sobretot d'aigua, ha fet difícil el poblament estable. Però el desenvolupament del turisme i el cultiu de perles ha portat un creixement demogràfic molt desigual.

### Població
Segons el cens del 2002, les Tuamotu tenen una població de 14.876 habitants. D'aquests, 769 viuen en un radi de 400 km al voltant de Mururoa i Fangatafa, els atols utilitzats per les proves nuclears franceses.
Una cinquantena d'atols són habitats permanentment, i nombroses illes només són ocupades temporalment per la pesca o la recollida de copra.
La llengua que es parla a les illes és el tuamotu, o paumotu (reko pa’umotu). És una llengua del grup de llengües tahítiques, dividit en set dialectes que formen set àrees culturals.

### Economia

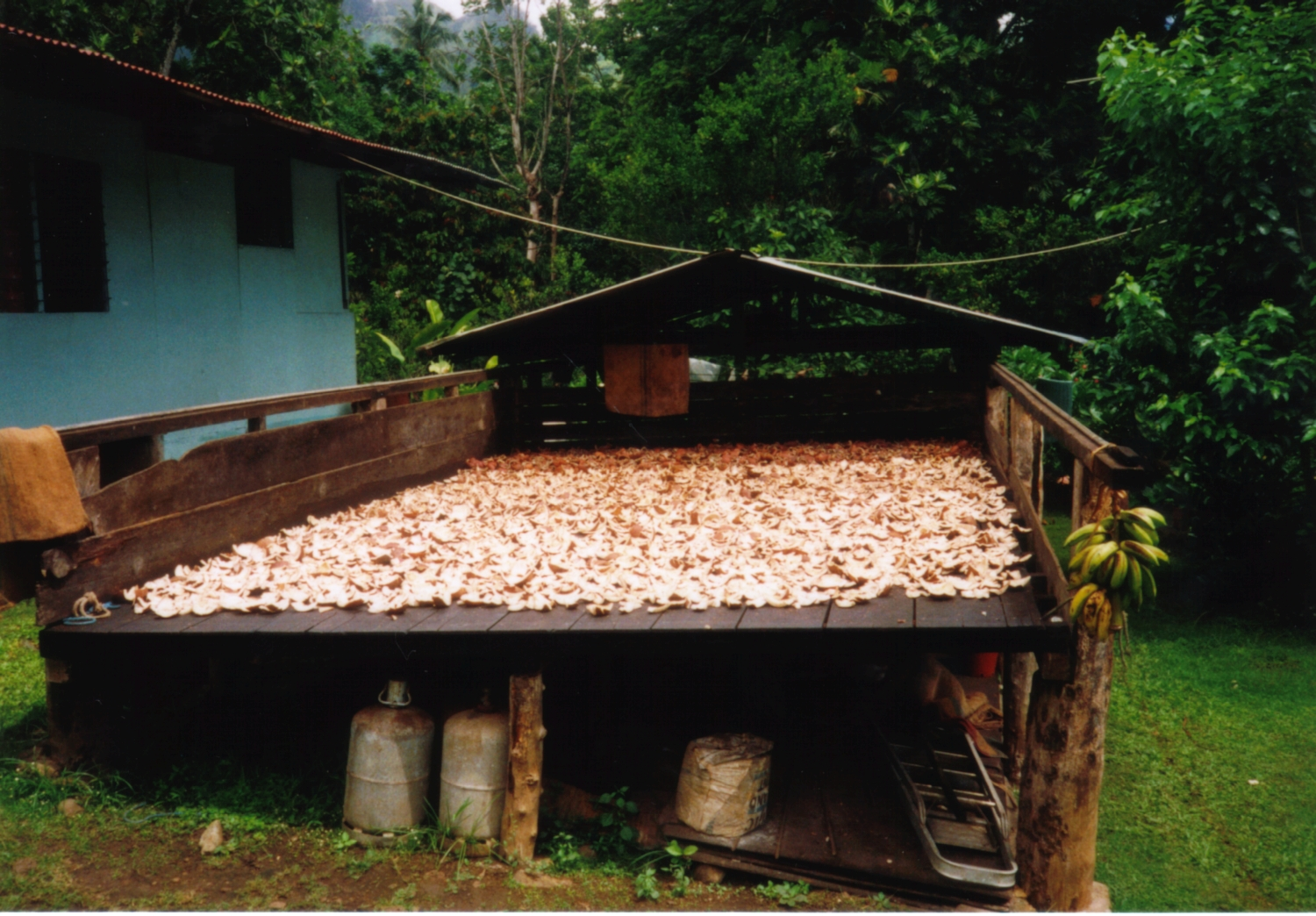
Copra assecant-se a Puka Puka

L'economia tradicional és de subsistència, dominada per la pesca i la producció de copra.
Els habitants de les Tuamotu produeixen el 75% de la copra de la Polinèsia francesa. És una activitat familiar subvencionada i l'únic recurs dels atols més allunyats del centre i de l'est.
La pesca és una activitat destacada als atols més pròxims a Tahití (Rangiroa, Arutua, Apataki), que proveeixen el mercat central de Papeete.
El cultiu de perles ha tingut un fort desenvolupament a causa del prestigi de les perles negres característiques de les Tuamotu, apreciades als mercats internacionals de joieria. Aquesta activitat destaca en els atols de l'oest (Manihi, Takaroa, Arutua) i del centre (Makemo, Fakarava, Faaite, Hao).
El turisme té una infraestructura modesta, comparada amb les veïnes Illes de la Societat. Hi ha alguns hotels internacionals i, sobretot, pensions familiars als atols de Rangiroa, Manihi i Fakarava. Són uns llocs apreciats pel submarinisme practicat als llacs interiors dels atols.
Les comunicacions estan assegurades per 30 aeròdroms, en el conjunt de les Tuamotu i les Gambier, i per una flota de cabotatge que assegura el subministrament de queviures i productes quotidians. En canvi, 21 atols no disposen de servei telefònic, entre ells dues capitals municipals: Hikueru i Reao.

## Geografia física

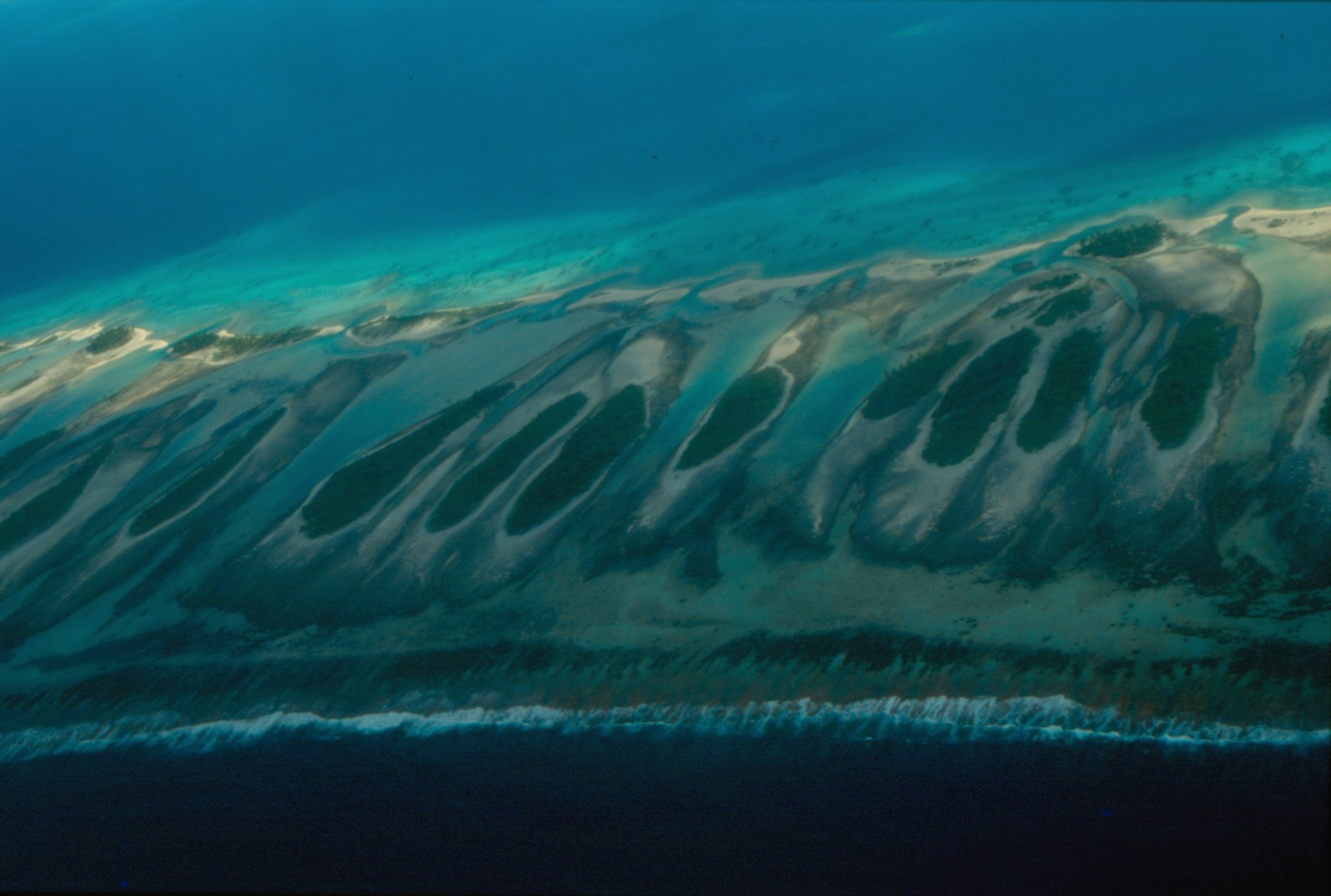
Foto aèria de l'atol Tikehau, amb alternança de motus (illots) i hoas (canals). L'oceà és a la part inferior i la llacuna a la part superior

Encara que l'arxipèlag ocupa una extensa àrea al llarg de 1.700 km, la superfície terrestre és només de 850 km² repartits en 78 atols.

### Geomorfologia
Quasi totes les illes de les Tuamotu són atols: illes baixes formades per estretes franges de sorra sobre esculls de corall que encerclen una llacuna interior d'aigua salada.
Makatea és l'única illa que no és un atol. És una de les grans roques de fosfat de l'oceà Pacífic.
Les illes Gambier, situades a l'extrem sud-est de les Tuamotu i unides administrativament, són geològicament i culturalment diferents.

### Clima
El clima és tropical sense variacions estacionals significatives. La temperatura mitjana al llarg de l'any es manté en uns 26 °C. No hi ha fonts d'aigua natural i l'aigua potable es recull de la pluja. La pluviositat mitjana anual és de 1.400 mm, sense variacions significatives al llarg de l'any, excepte una època seca entre setembre i novembre.

### Flora
El sòl pobre de les illes de corall no permet una vegetació variada. El cocoter, que és la base per a la producció de copra, té una importància econòmica especial. En algunes illes es cultiva vainilla. L'agricultura és només de subsistència: arbre del pa, taro i nyam.
Les fulles de pandanàcies s'utilitzen tradicionalment per a teixir teulades, estores i barrets.

### Fauna
La vida animal a les illes es limita a ocells marins, insectes i sargantanes. En canvi, la fauna marina és diversa. Els esculls, rics en espècies marines, fan de les Tuamotu una destinació famosa per al submarinisme.

## Divisions i illes
Vegeu la llista d'illes de les Tuamotu.
L'arxipèlag de les Tuamotu té un total de 76 illes. D'elles, 37 estan organitzades administrativament en comunes o en comunes associades. En total són 16 comunes més una dissetena que depèn de la comuna de les Gambier. Per àrees geogràfiques són:
- Oest: Rangiroa, Takaroa, Manihi, Arutua, Fakarava.
- Centre: Anaa, Makemo, Hikueru, Hao.
- Est: Napuka, Puka Puka, Fangatau, Tatakoto, Nukutavake, Reao.
- Sud: Tureia, Gambier.

Els atols més gran són Rangiroa, Fakarava i Makemo. Per la seva superfície terrestre s'hi poden afegir Tikehau i Hao.
Els més poblats són, per ordre: Rangiroa, Hao, Takaroa, Manihi i Makemo.
Els grups d'illes són:
- Grup Acteó: Matureivavao, Tenararo, Tenarunga i Vahanga.
- Illes de la Decepció: Napuka i Tepoto Nord.
- Illes del Duc de Gloucester: Anuanuraro, Anuanurunga i Nukutepipi.
- Illes Palliser: Arutua, Apataki, Kaukura.
- Illes del Rei Jordi: Takaroa, Takapoto i Tikei.

Altres grups menors són les illes Dos Grups i les illes Raevski.